# Arzén-trioxid
Az arzén-trioxid (vagy diarzén-trioxid, arzén(III)-oxid, arzénessavanhidrid) az arzén egyik oxidja, +3-as oxidációs számú arzént tartalmaz. Fehér színű, szilárd vegyület, igen erős méreg. Molekularácsos vegyület, a kristályrácsában gőzében is a dimer foszfor-trioxidéhoz (P4O6) hasonló felépítésű As4O6 molekulák találhatók. Több módosulata is ismert. Előállítható üveges állapotban is. Ha hevítik, szublimál. Vízben csak kevéssé oldódik. Redukáló tulajdonságú vegyület.

## Kémiai tulajdonságai
Ha az arzén-trioxidot vízben oldják, arzénessavvá alakul. Az arzénessav egy háromértékű gyenge sav, ami nem állítható elő vízmentes állapotban. A sóit arzeniteknek hívják.
{\displaystyle \mathrm {As_{2}O_{3}+3\ H_{2}O\rightarrow 2\ H_{3}AsO_{3}} }
Fejlődő hidrogén hatására arzén-hidrogénné redukálódik. Klór vagy jód hatására savas kémhatású oldatban arzén-pentoxiddá oxidálódik.
{\displaystyle \mathrm {As_{2}O_{3}+2\ H_{2}O+2\ I_{2}\rightarrow As_{2}O_{5}+4\ HI} }
Ha kén jelenlétében hevítik, arzén-triszulfiddá alakul és kén-dioxid fejlődik. Antimon hatására hevítéskor elemi arzénné alakul, az antimon pedig antimon-trioxiddá oxidálódik. Ha halogén és kén jelenlétében hevítik, arzén-trihalogeniddé alakul és kén-dioxid fejlődik.
{\displaystyle \mathrm {2\ As_{2}O_{3}+6\ Cl_{2}+3\ S\rightarrow 4\ AsCl_{3}+3\ SO_{2}} }
Izzó szén hatására elemi arzénné redukálódik.
{\displaystyle \mathrm {As_{2}O_{3}+3\ C\rightarrow 2\ As+3\ CO} }
Az arany-klorid oldatból aranyat választ le, eközben maga az arzén-trioxid arzénné redukálódik. Erős oxidálószerek, például a salétromsav arzén-pentoxiddá oxidálja, ha víz van jelen, arzénsav képződik.

## Élettani hatása
Igen erős méreg, már 0,1-0,2 g-ja is halálos. Hányást, hasmenést, görcsöket és bénulást okoz, a halál csak több nap múlva következik be. Ellenméregként aktivált szén vagy laza, pépes vas(III)-hidroxid használható, ami adszorbeálja a felületén az arzén-trioxidot és részben vas(III)-arzenitté alakítja.
Néhány milligrammnyi mennyiségben a szervezetet erősíti. Ha hosszabb távon szedik, a szervezet hozzászokik és nagyobb adagokat is kibír.

## Előfordulása
A természetben megtalálható az arzenit vagy más néven arzenolit nevű ásványként, ami köbös kristályrendszerű kristályokat alkot. Létezik rombos kristályokat alkotó módosulat is, ennek neve klaudetit.

## Előállítása
Az arzén-trioxidot arzéntartalmú ércek, például az arzenopirit pörkölésekor nyerik melléktermékként, amikor ezeket az érceket fémmé dolgozzák fel. Szublimáltatással tisztítják.
Akkor is képződik, ha elemi arzént oxigénben égetnek el.

## Felhasználása
Más arzéntartalmú vegyületek, például növényvédő szerek és gyógyszerek előállítására használják, de az alapvegyületet is alkalmazzák az akut promielocitás leukémia kezelésében.